# Jules Gounon
Jules Gounon, né le 31 décembre 1994 à Aubenas (Ardèche), est un pilote automobile français roulant sous licence andorrane depuis 2023. Il est pilote d'usine Mercedes-AMG depuis 2021.
Vainqueur des 24 Heures de Spa à deux reprises (en 2017 et 2022), des 12 Heures de Bathurst à trois reprises (en 2020, 2022 et 2023), il a remporté deux fois consécutivement le titre en GT World Challenge Europe Endurance Cup, en 2022 et 2023. Il remporte l'Intercontinental GT Challenge en 2023.
Il a aussi remporté les 24 Heures de Daytona en catégorie GTD-Pro en 2023.

## Biographie

### Jeunesse et débuts en karting (1994-2012)

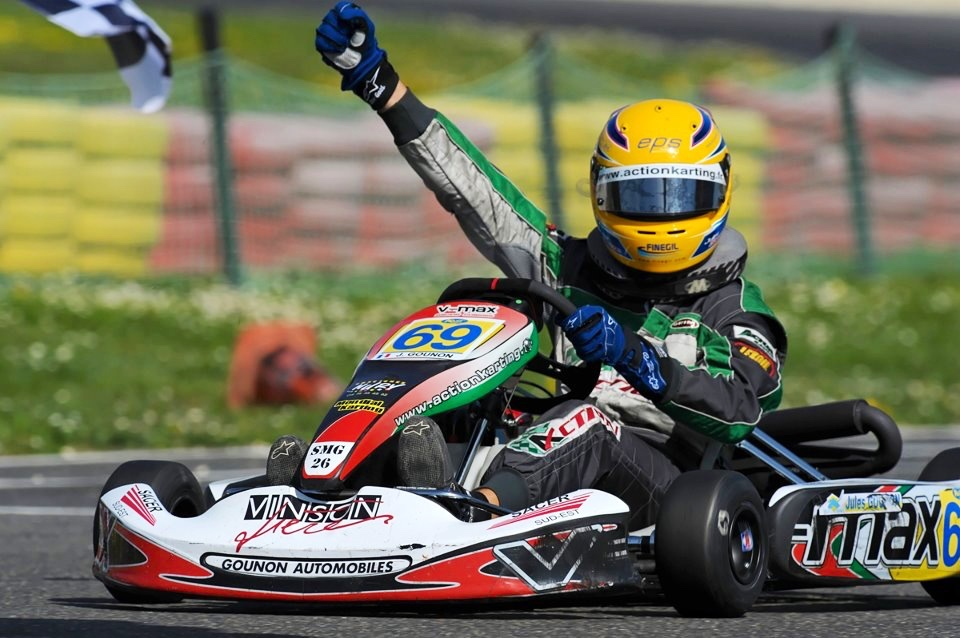
Jules Gounon après sa victoire au Kart Mag Prem's en 2011.

Né à Aubenas le 31 décembre 1994, fils de Jean-Marc Gounon, pilote automobile, Jules Gounon grandit dans un environnement de sport automobile. Demandant un kart pour Noël dès ses huit ans, son vœu n'est pas exaucé. À 15 ans, en 2010, après de bons résultats scolaires, son père lui offre finalement son premier kart ; s'il démarre relativement tard le karting, son père lui apprend que « Démarrer tard n’est pas un souci, si tu es bon, on te remarquera immédiatement ! ». Pour sa première course, il obtient une deuxième place en championnat Rhône-Alpes. Le reste de l'année montre un potentiel certain, sans pouvoir le concrétiser, avec un abandon en finale du championnat de France, malgré des performances dans les manches précédentes, et une lutte pour la victoire en Coupe de France, un accrochage, qu'il considère comme son pire souvenir, et une remontée de la 34e à la 9e place.
En 2011, Gounon termine quatrième du championnat de France FFSA mais il obtient le titre de champion de France Rotax, ainsi que la victoire au Trophée Kart Mag Prem's. Malgré des contacts pour des débuts en F4 française dès 2012, il préfère rester en karting. Sous contrat avec Sodikart, il est sacré champion en Rhône-Alpes, troisième en France, et termine vice-champion d'Europe, devancé pour un point pour le titre continental X30. Quelques mois plus tard, il est sacré champion du monde X30,. Il est ensuite reconnu comme « sportif de haut niveau » par le Ministère des Sports.

### Passage à la monoplace (2013-2014)
Après son titre de champion du monde de karting, Jules Gounon fait ses premiers essais en monoplace, sur une Formule 4 en février 2013. Il décide donc de commencer sa carrière en monoplace en Formule 4 française, débutant en mai. Après un premier podium au Mans, il obtient sa première victoire assez rapidement, sous la pluie, sur le circuit de Pau-Ville, bien que handicapé par des problèmes hydrauliques lors des essais ; de plus, il ne marque que la moitié des points, la course ayant été arrêtée avant les 75 % de la distance de la course,. Après une période moins faste, Jules Gounon réalise sa meilleure manche de la saison à Magny-Cours, où il remporte les trois courses, à l'issue d'un « week-end de rêve »,. À Lédenon, Gounon remporte deux nouvelles victoires, lors des courses 1 et 3,. Grâce à cette belle deuxième moitié de saison, Jules Gounon est finalement sacré vice-champion de France de Formule 4, avec un total de six victoires et neuf podiums,. En fin d'année, il effectue des essais sur une Formule Renault 2.0, à Barcelone et à Budapest. Il est également finaliste du Volant EuroFormula 2013, offrant une bourse de 60 000 euros, mais ce prix revient finalement à Anthoine Hubert, champion de F4 française.
Après des essais de pré-saison difficiles avec KTR, Jules Gounon s'engage tout de même avec cette équipe en Eurocup Formula Renault 2.0 et en Formula Renault 2.0 Northern European Cup (NEC) ; le passage entre une Formule 4 et une Formule Renault 2.0 ne se fait pas sans mal pour l'Albenassien,. Non seulement, les performances sont en deçà des attentes, mais Jules Gounon doit faire face à des problèmes de budget. Il ne participe qu'à deux courses en Eurocup, ne marquant aucun point. En NEC, il se classe 23e avec 54 points. Jules Gounon explique ce déficit de performances par le fait qu'il n'a « jamais su [s]’entendre avec le team ». Alors que la carrière de Jules Gounon semble avoir pris un certain coup, le Français relance sa carrière en étant sacré « Espoir Porsche Carrera Cup France 2015 » devant huit autres pilotes, remportant une bourse de 30 000 euros, et un entraînement spécialisé du pilote officiel Porsche, Patrick Pilet,.

### Porsche Carrera Cup France (2015)

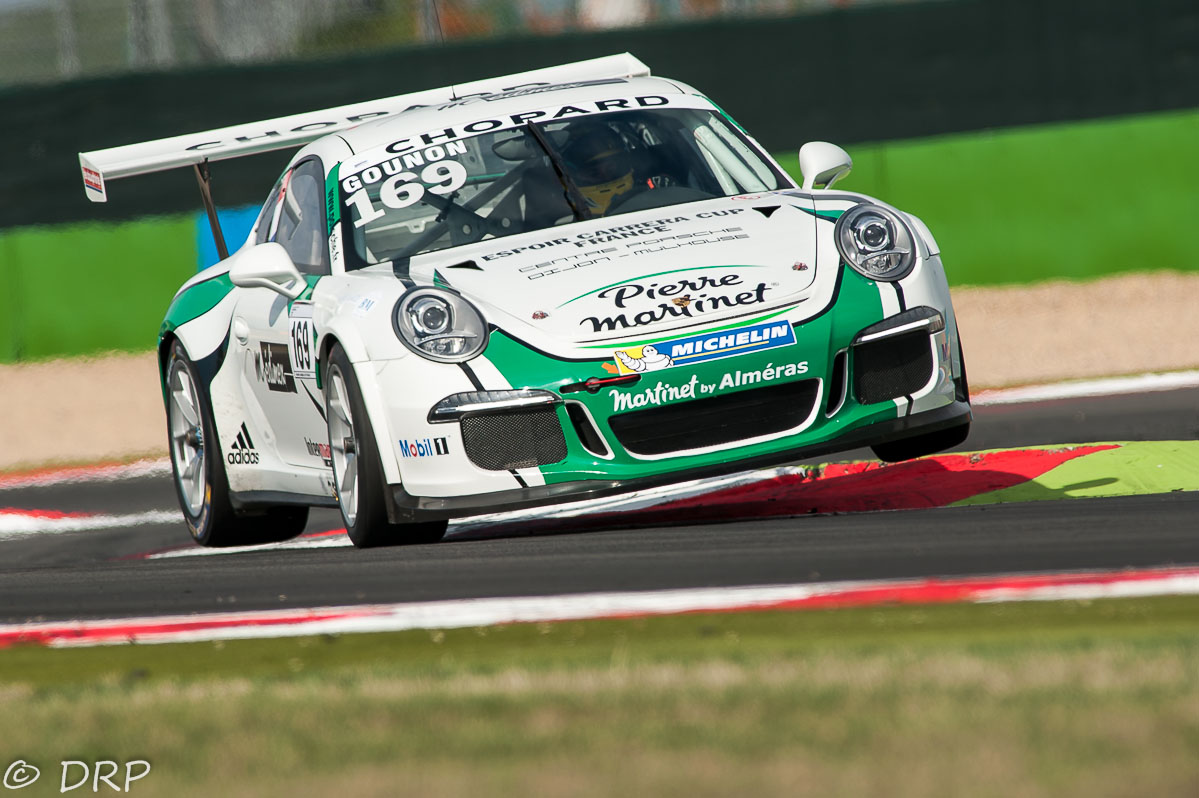
Jules Gounon sur sa Porsche 911 GT3 Cup lors d'une manche de Porsche Carrera Cup France en 2015.

La carrière de Jules Gounon prend un virage à la suite de son titre d'Espoir Porsche Carrera Cup France 2015 : le Français rejoint l'une des équipes leader de la Porsche Carrera Cup France, Martinet by Alméras,. Il remporte sa première victoire dans la compétition, au Val de Vienne, après avoir mené durant la totalité de l'épreuve, ce qui lui permet de rester aux avant-postes en championnat. Sa fin de saison est coupée par un accident assez inhabituel avec Joffrey De Narda : les deux pilotes s'accrochent et la voiture de Gounon monte sur celle de De Narda,. Touché aux vertèbres, Gounon parvient néanmoins à tenir sa place pour la dernière manche de la saison. Finalement, avec une victoire, il termine sa première saison en Porsche Carrera Cup France à la sixième position. En dehors de ses engagements en Porsche Carrera Cup France, Jules Gounon participe également avec son père Jean-Marc Gounon, aux 24 Heures de Daytona Classic ; il termine deuxième du groupe B, et premier des GT,. En fin d'année, Jules Gounon est annoncé sur la liste des engagés des 24 Heures de Dubaï dans le baquet d'une BMW M235i Racing Cup exploitée par Sorg Motorsport. En compagnie de Pierre Martinet, Olivier Baron et Luca Cima (initialement Romain Brandela), Gounon fait ses débuts en endurance,. Le 14 janvier 2016, lors des qualifications, il boucle quatre tours de piste au volant de la BMW, mais une sortie de piste de Luca Cima oblige l'équipage à déclarer forfait pour la course.

### Arrivée en GT et premières victoires (2016-2017)

#### Saison 2016: révélation en Allemagne
En avril 2016, Jules Gounon participe à ses premiers essais avec Callaway Competition sur des GT3 dans le cadre des ADAC GT Masters à Oschersleben. Il revient alors de blessure, ayant été opéré des jambes et alité pendant un mois. Il s'y distingue particulièrement et y est confirmé pour la saison entière. Toujours au mois d'avril, parallèlement à son programme en ADAC GT Masters, Jules Gounon est pilote titulaire en Blancpain GT Series Endurance Cup au sein de l'écurie Konrad Motorsport où il pilote la Lamborghini Huracán GT3 en compagnie de Christopher Zöchling et Christopher Brück,. Il ne franchit pas la ligne d'arrivée au terme de la course et perd un point sur son permis pour avoir commis un excès de vitesse dans la voie des stands,. Début mai, lors de la deuxième manche du championnat sur le Sachsenring, Jules Gounon s'impose avec son coéquipier Daniel Keilwitz,. Sur le Lausitzring, il remporte sa deuxième victoire de la saison. Sur le Red Bull Ring, Jules Gounon termine sur les podiums des deux courses et profite du déclassement du vainqueur initial de la deuxième course pour s'octroyer sa troisième victoire de la saison et prendre la tête du championnat,.
Pendant la deuxième moitié de saison, il ne retrouve pas le chemin du podium, mais reste en lutte pour le titre jusqu'à la dernière course. Lors de la dernière course, sur le Hockenheimring, il perd le contrôle de sa Corvette avant le virage no 7 et s'encastre violemment contre le mur intérieur. Transféré au centre médical du circuit, « conscient, et en condition stable », il souffre finalement d'une jambe cassée ; il déclare : « Je suis vraiment chanceux au vu de l'impact et de la décélération... je ne me souviens pas de grand-chose, mais la crash-box de ma Corvette m'a probablement sauvé la vie ». Il termine finalement troisième du championnat (meilleur débutant) avec son coéquipier Daniel Keilwitz, avec trois victoires en quatorze courses.

#### Saison 2017: victoire aux 24 Heures de Spa et titre en ADAC GT Masters
Au début de l'année, Jules Gounon signe avec Land Motorsport, avec plusieurs de ses rivaux en ADAC GT Masters, pour disputer les 24 Heures de Daytona. Il se montre en lutte pour la victoire durant toute l'épreuve, avant de finir deuxième de la catégorie GTD. Fin mars, il signe avec AKKA-ASP pour disputer les Blancpain Endurance Series dans la catégorie Pro-Am Cup, et avec Callaway Cars pour les ADAC GT Masters. Dans ce championnat, après des premières courses infructueuses, avec son copilote Daniel Keilwitz, il retrouve la victoire sur le Red Bull Ring, et prend la tête du championnat. À Zandvoort, en l'absence de Keilwitz, blessé, remplacé par Renger Van der Zande, il remporte sa deuxième victoire et accroît son avance dans le championnat ADAC GT Masters,. En Blancpain Series, après deux podiums dans la catégorie Pro-Am Cup, Jules Gounon signe son premier contrat de pilote d'usine officiel avec Audi Sport Saintéloc Racing, à l'occasion des 24 Heures de Spa, qu'il dispute sur une Audi R8 LMS, aux côtés de Markus Winkelhock et Christopher Haase. Sur l'Audi R8 LMS, à l'issue d'une édition très serrée, où six équipages terminent dans le même tour de la course de 24 heures, il s'impose avec ses deux copilotes allemands, remportant la plus grande victoire de sa carrière jusque-là, à l'âge de 22 ans,. De retour en ADAC GT Masters, au Nürburgring, il trouve un nouveau copilote en la personne d'Albert Costa.
Après deux manches non réussies au Nürburgring et au Sachsenring, il retrouve la victoire lors de l'avant-dernière course de la saison sur le Hockenheimring, lui permettant d'être sacré champion des ADAC GT Masters, pour sa deuxième saison dans la discipline.

### Pilote chez Bentley (2018-2020)

#### Premières courses (2018)
En décembre 2017, Jules Gounon devient pilote d'usine de Bentley Motorsport, remplaçant Oliver Jarvis, dans le cadre de la Blancpain GT Series Endurance Cup et de l'Intercontinental GT Challenge. Il a pour copilotes les Britanniques Steven Kane et Guy Smith. Il participe en début d'année aux 12 Heures de Bathurst, où il pointe un temps en deuxième position, avant de souffrir de divers problèmes mécaniques et de terminer seizième, sixième de sa catégorie,. Bentley engage une nouvelle Bentley Continental GT3 pour la Blancpain Endurance Cup. Après deux premières courses non concluantes, son coéquipier Guy Smith, après 17 ans chez Bentley, décide de partir, et est remplacé par Jordan Pepper. Aux 1 000 kilomètres du Castellet, Jules Gounon se bat pour la victoire jusqu'au dernier tour, mais, handicapé par un problème de capot moteur, il est battu de justesse par la Lexus d'Albert Costa, ce qui représente son premier podium de la saison. Revenant aux 24 Heures de Spa un an après sa victoire, cette fois en tant que pilote officiel Bentley, il doit faire face à treize constructeurs différents sur cette épreuve. À quelques heures de la fin de course, la Bentley no 7 de Gounon doit abandonner après une fuite du liquide de refroidissement et un problème de disque de frein à l'arrière. En août, il effectue sa première participation en Super GT, le championnat japonais de GT, pour les 500 miles de Fuji. Il fait équipe chez EIcars Bentley avec Yuji Ide et Ryohei Sakaguchi, pilotes réguliers du championnat. Habituée aux pneus Pirelli en Blancpain Cup, la Bentley est équipée de pneus Yokohama, et se montre beaucoup moins à l'aise dans ce championnat. Jules Gounon contribue néanmoins à l'obtention d'une treizième place, ce qui est le meilleur résultat de la saison de l'équipe en Super GT.

#### Victoire aux 1 000 kilomètres du Castellet et premières 24 Heures du Mans (2019)

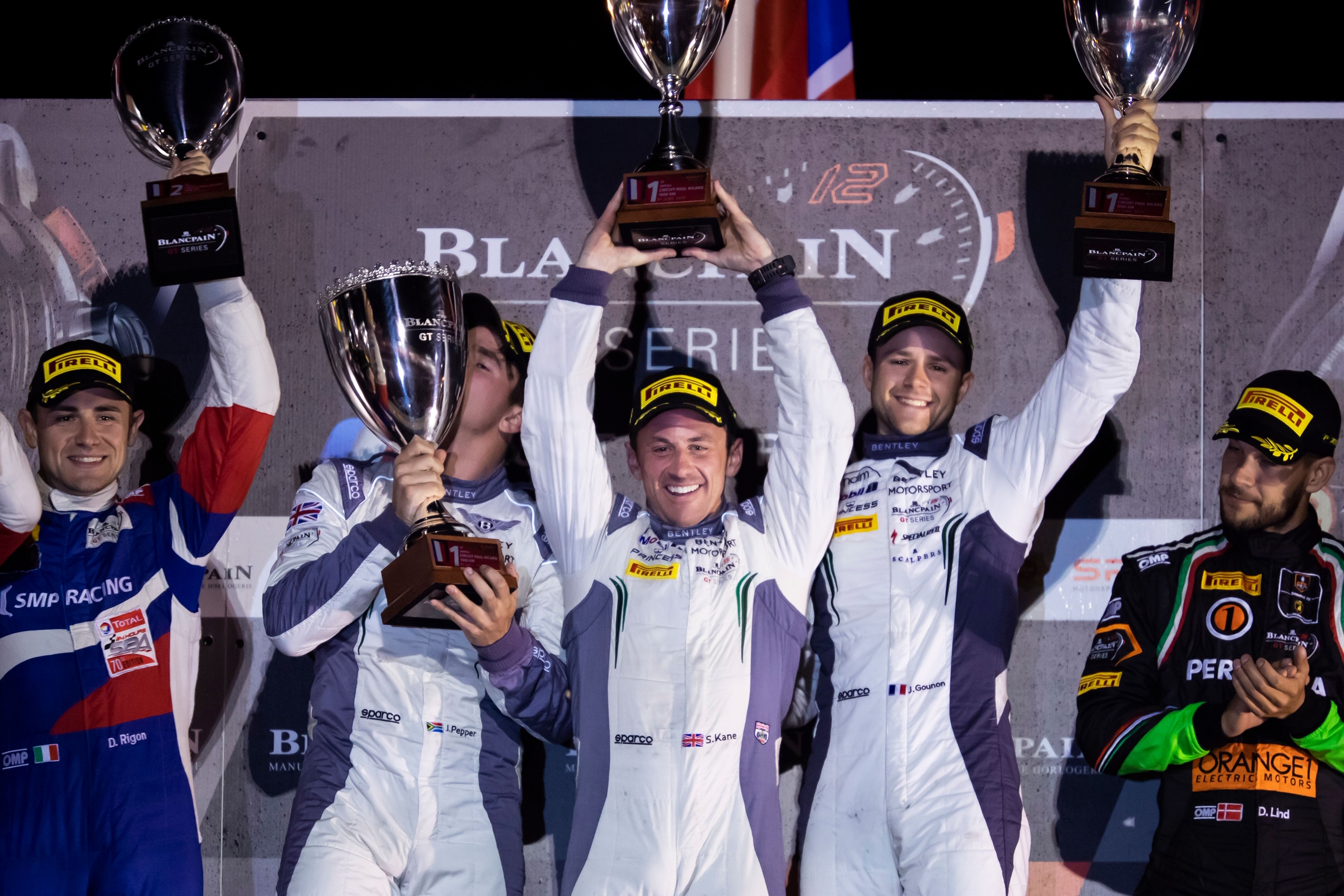
Jules Gounon et ses coéquipiers remportent la première victoire de Bentley avec sa nouvelle voiture lors des 1 000 kilomètres du Castellet.

En décembre 2018, Jules Gounon est prolongé par Bentley M-Sport comme pilote d'usine en Intercontinental GT Challenge et en Blancpain GT Series Endurance Cup pour la saison 2019 aux côtés de Steven Kane et Jordan Pepper. Il s'agit d'une année particulière pour Bentley qui célèbre son centenaire et qui commence cette année avec les 12 Heures de Bathurst. Jules Gounon réalise le meilleur temps de la dernière séance d'essais libres. En course, la Bentley de Gounon, malgré un très bon rythme, subit deux crevaisons et se classe finalement huitième. Après deux courses hors des points en Blancpain Cup à Monza et Silverstone, il arrive au circuit Paul-Ricard ; les qualifications sont divisées en trois séances : ainsi, les trois pilotes des équipages doivent réaliser le meilleur temps possible, et un temps combiné des trois pilotes est obtenu, donnant l'ordre de la grille de départ. Jules Gounon se montre le plus rapide, permettant à Bentley M-Sport de décrocher sa première pole position,. En course, la Bentley no 107 de Gounon reste constamment aux avants-postes, inquiétée par la Lamborghini Huracán GT3 d'Andrea Caldarelli en début de course puis par la Ferrari 488 GT3 de Miguel Molina en fin de course. En effet, alors que la nuit est tombée, le pilote espagnol profite d'un arrêt aux stands trop lent chez Bentley pour prendre la tête de la course, reléguant Gounon à distance de Molina. Sa tâche est facilitée par une pénalité pour la Ferrari pour une infraction lors de son précédent arrêt aux stands. Ceci permet à Jules Gounon de garder la tête de la course jusqu'au bout, offrant à Bentley sa première victoire depuis l'arrivée de sa nouvelle voiture en 2018,. En juin, aidé par Stéphane Ortelli, Jules Gounon est titularisé par Risi Competizione pour participer aux 24 Heures du Mans, aux côtés de Pipo Derani et Oliver Jarvis, au volant d'une Ferrari 488 GTE,. Qualifiés en 17e position de leur catégorie, Gounon et ses coéquipiers parviennent à terminer la course en onzième position des GTE Pro, malgré un problème mécanique dans les dernières heures de l'épreuve. Il est par la suite de retour aux 24 Heures de Spa avec son équipe Bentley M-Sport, qui aligne quatre voitures, soit deux voitures de plus que pour les autres manches de la saison. Jules Gounon et les Bentley sont en difficulté et accumulent les problèmes, terminant à une lointaine 49e place.

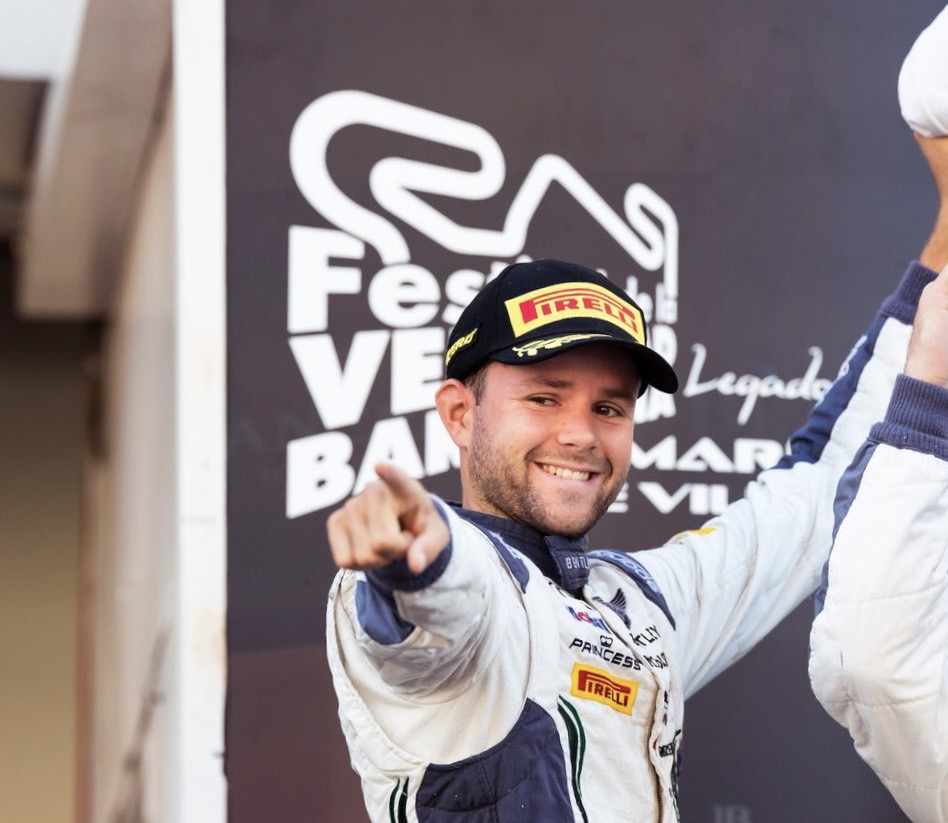
Jules Gounon sur le podium des 3 Heures de Barcelone.

Aux 10 Heures de Suzuka, alors que Bentley Motorsport change de directeur, en la personne de Paul Williams, Gounon et ses coéquipiers terminent huitièmes, dans le même tour que le vainqueur. Aux 3 Heures de Barcelone, dernière manche de la Blancpain GT Series Endurance Cup, Jules Gounon, Steven Kane et Jordan Pepper, s'élancent de la douzième position sur la grille de départ et parviennent à remonter jusqu'à la troisième place, Gounon se montrant parmi les plus rapides dans les derniers tours pour obtenir ce nouveau podium, qui leur permet de terminer quatrièmes du championnat. Par ailleurs, depuis les 24 Heures de Spa 2017, dans l'histoire du championnat, douze équipes différentes ont gagné les douze dernières courses, seuls deux pilotes s'imposant à deux reprises : Albert Costa et Jules Gounon (vainqueur avec Audi à Spa en 2017, et Bentley au Castellet en 2019). Pour la dernière course de la saison, aux 9 Heures de Kyalami, Bentley change la composition de ces équipes : si Jules Gounon et Jordan Pepper continuent à piloter la Bentley no 107, ils font équipe avec le Belge Maxime Soulet, ancien pilote de la no 108, qui échange sa place avec Steven Kane. Un temps en tête à la faveur de la stratégie, Gounon et ses coéquipiers perdent un tour à cause de la dernière neutralisation (Full Course Yellow) et terminent finalement douzièmes.

#### Victoire aux 12 Heures de Bathurst (2020)
Début janvier 2020, Bentley et M-Sport prolongent sans surprise Jules Gounon en Intercontinental GT Challenge, aux côtés de Jordan Pepper et Maxime Soulet sur la Bentley Continental GT3 no 7. Dans la GT World Challenge Europe Endurance Cup (anciennement connu sous le nom de Blancpain GT Series Endurance Cup), M-Sport se retire du championnat : Bentley reste néanmoins et fait alliance avec l'équipe américaine K-Pax Racing qui engage Jules Gounon, associé avec Soulet et Rodrigo Baptista. Quelques semaines après, Jules Gounon est mis à disposition par Bentley pour l'équipe française cliente CMR en GT World Challenge Europe Sprint Cup (anciennement Blancpain GT Series Sprint Cup). Il est ainsi le seul pilote Bentley, en parallèle de son programme avec M-Sport en Intercontinental GT, à être engagé sur toutes les courses du GT World Challenge Europe, en Endurance avec Bentley K-Pax et en Sprint avec Bentley CMR.
Fin janvier, il retourne aux 24 Heures de Daytona avec le Meyer Shank Racing, sur une Acura NSX GT3 Evo. Cependant la course se révèle assez difficile pour l'équipage, où l'Acura est pénalisée en vitesse de pointe à cause de la Balance of Performance (BoP ou équilibre des performances). Gounon et ses coéquipiers rencontrent également plusieurs problèmes mécaniques durant l'épreuve, mais parviennent à remonter pour terminer dixième de leur catégorie GTD. En février, pour la première manche de l'Intercontinental GT Challenge, aux 12 Heures de Bathurst, Jules Gounon doit se contenter du onzième temps en qualifications. Sa Bentley no 7 parvient à remonter le peloton, et figure en tête de classement à la mi-course, le Français se montrant véloce et régulier. En fin de course, alors que la pluie et l'orage menacent, Jules Gounon subit une crevaison dans la dernière heure, à proximité de l'entrée des stands,. Il parvient à ressortir en tête et franchit la ligne d'arrivée en vainqueur, remportant pour la première fois de sa carrière les 12 Heures de Bathurst,. Il s'agit de la première victoire d'un pilote français sur la classique australienne. Il s'agit également de la première victoire de Bentley au palmarès de cette épreuve, et de leur plus grande victoire en endurance depuis les 24 Heures du Mans 2003,.
Fin février, Jules Gounon obtient une dérogation de Bentley pour s'engager avec Phoenix Racing sur une Audi R8 LMS Evo aux NLS Series (anciennement VLN Series) et aux 24 Heures du Nürburgring. Après la pandémie de Covid-19 et une saison de sport automobile passablement perturbée, Jules Gounon est confirmé chez Risi Competizione pour les 24 Heures du Mans au sein d'un équipage entièrement français, avec les expérimentés Olivier Pla et Sébastien Bourdais. Il s'agit donc de la deuxième apparition consécutive dans la course mancelle pour Jules Gounon,qui avait fait ses débuts dans la même équipe l'an dernier. Cependant, début juin, en raison de la crise sanitaire et économique, Bentley M-Sport annoncent leur retrait de l'Intercontinental GT Challenge pour le reste de la saison, malgré la victoire aux 12 Heures de Bathurst en janvier : le directeur Paul Williams déclare : « nous serons pleinement concentrés sur nos [équipes clientes] et nous devons le faire maintenant plus que jamais. ». Bentley se réserve ainsi le droit de s'engager pour le reste de la saison d'Intercontinental GT Challenge, avec une autre équipe que M-Sport comme K-Pax ou CMR.
La saison de GT World Challenge Europe reprend finalement fin juillet, avec les 3 Heures d'Imola en Endurance Cup, permettant à l'équipe américaine K-Pax Racing de Jules Gounon de faire ses débuts sur la scène européenne. Cependant, cette première épreuve se révèle peu fructueuse pour l'équipage du Français qui doit rentrer aux stands dans les dix premières minutes de course pour un problème mécanique, finissant la course avec deux tours de retard. À Misano pour le début de saison de la Sprint Cup avec Bentley CMR, Jules Gounon lutte pour la victoire avec Thomas Neubauer, avant de passer le relais à son coéquipier Nelson Panciatici qui bataille également pour la première place, avant d'échouer sur la troisième marche du podium.
Pour la deuxième année consécutive, Jules Gounon retourne aux 24 Heures du Mans, toujours avec Risi Competizione, mais cette fois avec Olivier Pla et Sébastien Bourdais à ses côtés,. Quatrième de la catégorie LMGTE Pro à l'arrivée, il retourne en GT World pour le reste de la saison avec Bentley Motorsport. Juste avant la dernière course de la saison au Castellet, le constructeur britannique décide de se retirer de la compétition à la fin d'année, laissant Jules Gounon libre de tout contrat pour 2021.

### Passage chez Mercedes et consécration en GT (depuis 2021)

#### Premiers succès avec Mercedes (2021)
Toujours sans volant chez une équipe d'usine, Jules Gounon ouvre sa saison 2021 aux 24 Heures de Daytona en IMSA avec Risi Competizione, où il termine quatrième de sa catégorie GTLM.
En février 2021, il rejoint Mercedes-AMG pour une durée de deux ans en tant que pilote d'usine pour les programmes GT. Il est ainsi engagé dans les championnats GT World Challenge Europe avec AKKA-ASP, et retrouve les ADAC GT Masters avec Zakspeed.
Dès son premier weekend avec Mercedes lors des 3 Heures de Monza, en Endurance Cup, il signe le meilleur temps des qualifications ainsi que le record de la piste. Il termine sa première course, avec Daniel Juncadella et Raffaele Marciello, à la deuxième place du podium. Il confirme en signant à nouveau la pole position aux 24 Heures de Spa, mais l'équipage de sa Mercedes no 88 ne verra pas l'arrivée après la défaillance d'un amortisseur à six heures de l'arrivée.
Après un nouveau podium aux 3 Heures du Nürburgring, il décroche la victoire lors de la dernière course de l'année, aux 3 Heures de Barcelone, devenant le premier pilote à s'imposer en GT World avec trois constructeurs différents (Audi, Bentley et Mercedes). Échouant à quatre points du titre, il termine vice-champion d'Europe de GT. Ces performances dès sa première saison lui permettent de s'affirmer comme l'un des meilleurs pilotes de sa discipline, selon le journaliste spécialiste Laurent Mercier.
Engagé en Sprint Cup avec l'inexpérimenté Petru Umbrarescu, il sert également de pilote référence et d'entraîneur au pilote roumain classé Silver. Face à des équipes alignant parfois deux pilotes professionnels (catégorisés Platine), le début de saison est décevant, mais le duo termine la saison sur le podium à Brands Hatch puis à Valence.
Pour son retour en ADAC GT Masters, championnat qui l'avait révélé avec son titre en 2017, Jules Gounon arrive chez Zakspeed avec le Polonais Igor Walilko. Si les premières manches sont mitigées, le Français renoue avec le succès au Lausitzring puis au Sachsenring.
À la suite de l'émergence du variant Omicron du SARS-CoV-2 en Afrique du Sud fin 2021, les 9 Heures de Kyalami, dernière épreuve de la saison dans le cadre de l'Intercontinental GT Challenge, sont reportées à février 2022. Les qualifications sont annulées à cause de pluies torrentielles, et ce sont les temps des pré-qualifications qui sont pris en compte, permettant à Jules Gounon et ses coéquipiers de s'élancer de la pole position. En course, après une longue bataille avec la Ferrari de Côme Ledogar et Alessandro Pier Guidi, Jules Gounon et sa Mercedes s'imposent finalement, lui permettant, encore une fois après l'avoir fait en GT World, de devenir le premier pilote à s'imposer dans des manches de l'Intercontinental GT Challenge avec trois constructeurs différents.

#### Double succès à Bathurst et Spa et champion GT World Challenge Europe Endurance (2022)
Jules Gounon entame sa deuxième année chez Mercedes-AMG par les 24 Heures de Dubaï au cours desquelles il termine 3e à la mi-janvier. En février, il annonce ajouter un championnat supplémentaire à son programme par rapport à l'année précédente en s'engageant en British GT Championship (en) avec RAM Racing. Peu après sa victoire aux 9 Heures de Kyalami (comptant pour la saison précédente), il part de l'autre côté de l'Océan Pacifique, monter sur la troisième marche du podium aux 12 Heures de Sebring dans le championnat IMSA.
Pour le retour des 12 Heures de Bathurst (après l'annulation de l'édition 2021 à cause de la crise sanitaire), Jules Gounon est aux avant-postes durant toute la course avant de prendre la tête après la neuvième heure, à la suite d'une pénalité pour un relais trop long d'un de ses rivaux,. Tenant du titre après avoir gagné l'épreuve il y a deux ans pour Bentley, il garde la tête de la course jusqu'au bout et obtient la victoire devant deux autres Mercedes.
Après plusieurs podiums lors du début de saison du GT World Challenge Europe (en Endurance et en Sprint), Jules Gounon remporte, avec Raffaele Marciello et Daniel Juncadella, les 24 Heures de Spa pour la deuxième fois, après s'être imposé en 2017. Son équipe française Akkodis ASP triomphe pour la première fois dans cette épreuve, l'équipage de la no 88 étant parti de la pole position et ayant toujours figuré dans le groupe de tête, malgré un tête-à-queue causé par un retardataire à trois heures de l'arrivée. Jules Gounon prend alors la tête du championnat GT World Challenge Europe Endurance Cup. Malgré un abandon sur le Hockenheimring, il sécurise finalement son premier titre en GT World Challenge Europe Endurance Cup lors de la dernière épreuve à Barcelone. Au contraire de son coéquipier Raffaele Marciello, il ne fait pas le doublé avec la Sprint Cup, ayant manqué plusieurs manches en raison d'engagements dans d'autres épreuves, comme notamment les 12 Heures de Bathurst ou l'ADAC GT Masters. Il termine deuxième de l'Intercontinental GT Challenge, à quatre points du champion Daniel Juncadella, après avoir abandonné sur problème de pression d'eau aux 12 Heures du Golfe à Yas Marina.
En British GT, Jules Gounon se montre rapidement à son aise, signant une pole position avec une grande marge sur la concurrence lors de son premier meeting à Oulton Park. S'il perd initialement sa victoire à cause d'une procédure de drapeau rouge, un appel de son équipe lui permet de récupérer ce succès un mois plus tard. Manquant la moitié de la saison en raison d'autres engagements, il termine cinquième du championnat avec quatre podiums en autant de courses.
En Allemagne, pour sa troisième participation, Jules Gounon monte sur la troisième marche du podium des 24 Heures du Nürburgring. Toujours outre-Rhin, il continue son programme en ADAC GT Masters avec Fabian Schiller comme coéquipier. Après une première victoire en ouverture à Oschersleben, il est le pilote avec le plus de victoires au championnat avec son coéquipier Schiller, mais une saison en dents de scie le fera terminer seulement troisième au classement final.
Engagé lors de plus de trente weekends de course, vainqueur des 9 Heures de Kyalami, des 12 Heures de Bathurst, des 24 Heures de Spa et champion GT World Challenge Europe Endurance Cup, sa saison 2022 est à cette date la plus réussie, lui permettant de s'installer parmi les grands noms du GT.

#### Renouvellement du contrat avec Mercedes et nouvelles victoires (2023)
En novembre 2022, Jules Gounon signe un nouveau contrat pour trois années supplémentaires avec Mercedes-AMG. S'il arrête l'ADAC GT Masters pour la saison 2023, il s'engage avec le constructeur allemand et WeatherTech Racing pour le championnat IMSA complet, se disputant intégralement aux États-Unis.
Déçu par la Fédération française du sport automobile (FFSA) qui ne l'a pas convié à la cérémonie des « Trophées du Sport Automobile » de décembre 2022 malgré sa saison riche en succès, il décide de courir sous licence andorrane à compter de la saison 2023, pays où il habite depuis deux années et où il souhaite aider les jeunes pilotes.
Jules Gounon commence sa saison avec les 24 Heures de Daytona dans le cadre du championnat IMSA : faisant équipe avec Daniel Juncadella, Maro Engel et Cooper MacNeil, il parvient à résister à la pression de la Ferrari d'Antonio García et de la Lexus de Jack Hawksworth pour remporter l'épreuve pour la première fois,. Une semaine après, Jules Gounon devient le deuxième triple vainqueur des 12 Heures de Bathurst après John Bowe en s'imposant en Australie pour la troisième année consécutive. Dans la dernière heure de course, avec des pneumatiques plus usés que ceux de ses poursuivants, Jules Gounon résiste dans un premier temps à son coéquipier d'écurie Maro Engel avant que celui-ci ne l'envoie dans l'herbe. Pénalisé pour cette action, Engel voit ses chances de victoire s'envoler. C'est enfin au tour de Matt Campbell sur sa Porsche de faire pression sur Gounon sans parvenir à le dépasser, le Français franchissant la ligne d'arrivée en vainqueur.
Tenant du titre des 9 Heures de Kyalami, Jules Gounon fait son retour dans l'épreuve dans la catégorie Pro-Am, où il explique que son objectif est d'aider le pilote amateur Kenny Habul, propriétaire de l'équipe SunEnergy1 Racing, à obtenir le meilleur résultat possible dans la Coupe des Indépendants. Cinquième à l'arrivée, Jules Gounon, Yannick Mettler et leur patron Kenny Habul décrochent la victoire dans la catégorie Pro-Am, permettant au Français de garder la tête de l'Intercontinental GT Challenge.
En GT World Challenge Europe Endurance Cup, tenant du titre, il subit un abandon à Monza avant de revenir sur le devant de la scène à la manche suivante en s'imposant aux 1 000 kilomètres du Castellet. Aux  24 Heures de Spa, dernier vainqueur en date, Jules Gounon vise un troisième succès mais doit se contenter de la deuxième position à une douzaine de secondes de la BMW de tête. Cependant, Jules Gounon et ses coéquipiers Raffaele Marciello et Timur Boguslavskiy prennent leur revanche moins d'un mois plus tard avec une nette victoire aux 3 Heures du Nürburgring après avoir signé la pole position et le meilleur tour en course. Avec cette sixième victoire dans le championnat, il égale le record de succès détenu par Maxime Martin. Le trio scelle définitivement le titre lors de la dernière manche avec une cinquième position aux 3 Heures de Barcelone. Avec Raffaele Marciello, Jules Gounon remporte son deuxième titre consécutif dans la catégorie, tous les deux en étant coéquipiers chez Mercedes Akkodis ASP.
En parallèle de sa campagne européenne, Jules Gounon est aux avant-postes aussi en IMSA aux États-Unis où, après sa victoire en catégorie GTD Pro à Daytona en début d'année, il s'impose à nouveau dans cette même catégorie à Laguna Seca. Après encore une victoire de catégorie sur l'Indianapolis Motor Speedway en IMSA, il enchaîne avec une deuxième place sur ce même circuit mais cette fois en Intercontinental GT Challenge, lui permettant de conserver la tête du championnat avant la finale à Yas Marina. Il continue ce mois d'octobre américain en remportant le Petit Le Mans en GTD-Pro sur le circuit de Road Atlanta, lui permettant, toujours en GTD-Pro, de terminer deuxième du classement général du championnat, et d'être sacré champion de catégorie dans la Michelin Endurance Cup, compétition basée seulement sur les résultats des épreuves de Daytona, Sebring, Watkins Glen et Petit Le Mans.
Jules Gounon termine sa saison par un nouveau podium aux 12 Heures d'Abou Dabi en décembre, lui permettant de décrocher sa première couronne dans l'Intercontinental GT Challenge.

## Vie privée

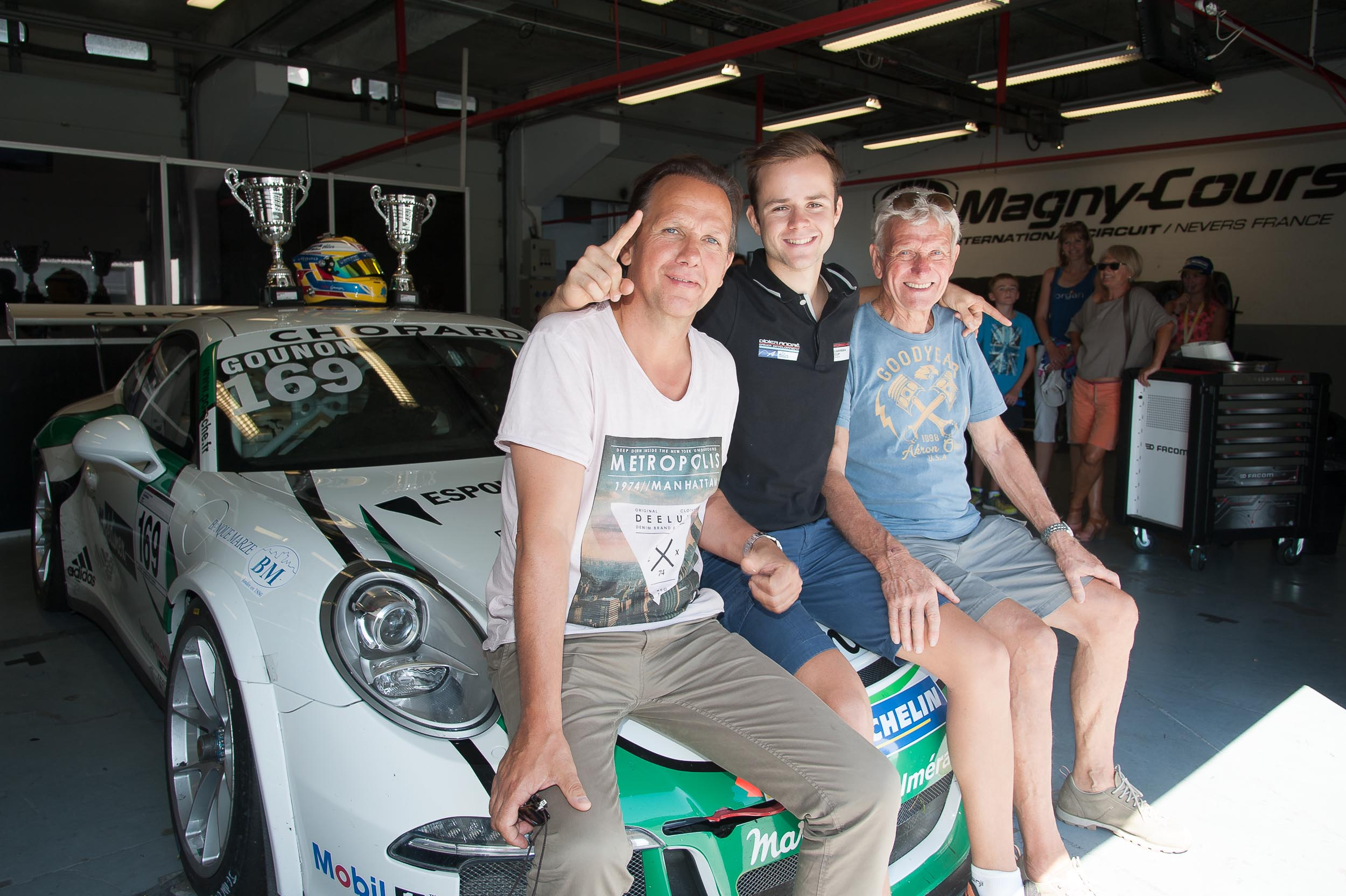
Jules Gounon (au centre), avec son père Jean-Marc Gounon (à gauche), et son grand-père Jean-Louis Gounon (à droite).

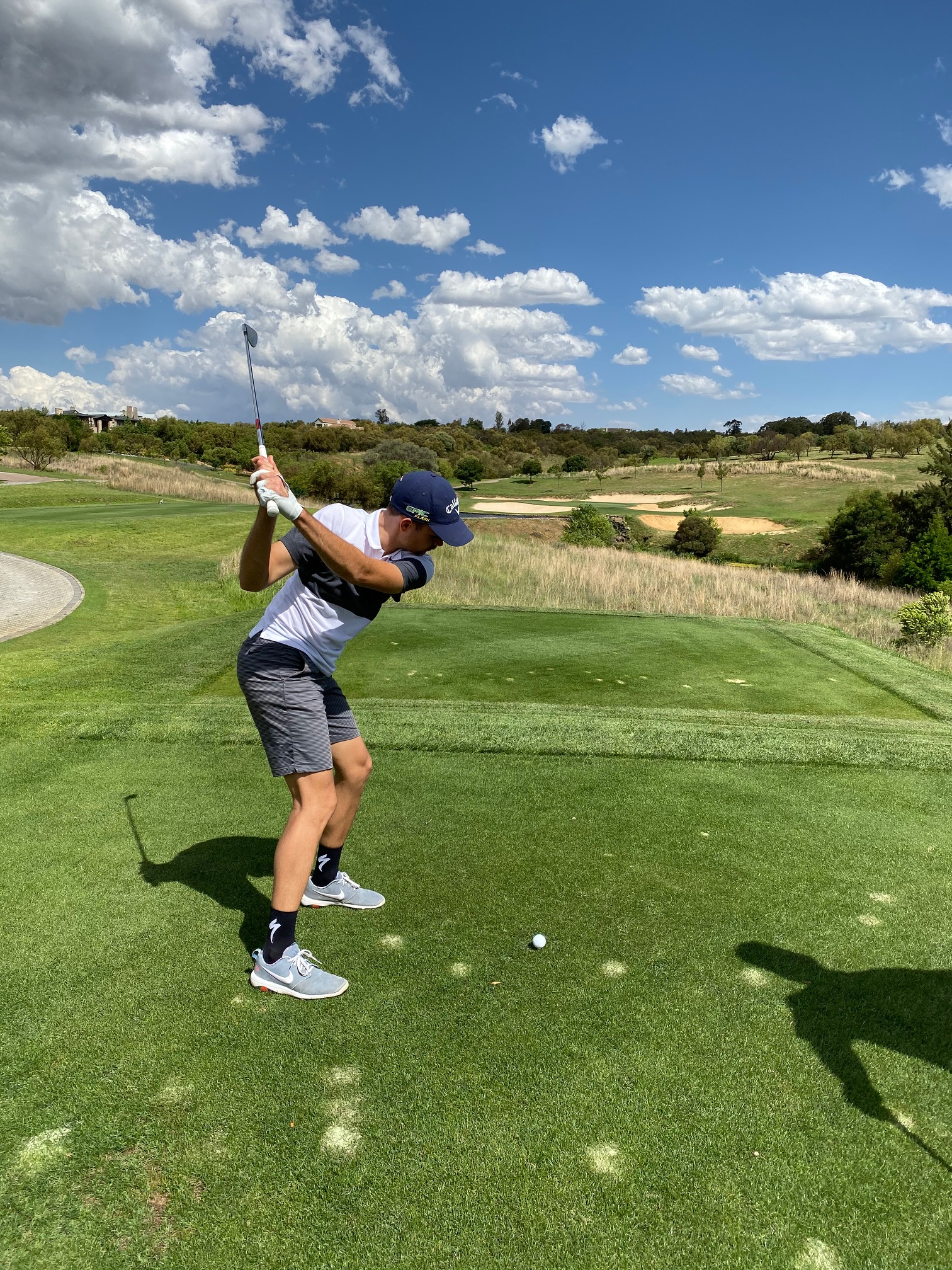
Jules Gounon jouant au golf en novembre 2019.

Jules Gounon est le fils de Jean-Marc Gounon, pilote automobile français ayant participé à quelques Grands Prix de Formule 1, et ayant terminé les 24 Heures du Mans 1997 en deuxième position.
Jules Gounon vit à Lyon puis à Barcelone, avant de déménager en Andorre en 2021.
Il est amateur de cyclisme, de cinéma, de musique, mais surtout de golf qui l'aide notamment, selon lui, dans la « gestion de ses émotions », primordiale en sport automobile. Une semaine avant les 24 Heures du Mans 2019, il a participé aux 24 Heures Golf, avec d'autres personnalités du sport automobile comme Jean-Karl Vernay ou le Dr. Ullrich.
Ses pilotes préférés sont Ayrton Senna et son père Jean-Marc Gounon, alors que le sportif hors sports mécaniques qu'il préfère est le golfeur Tiger Woods.
En 2015, il obtient son BPJEPS.
En 2021, il lance son agence « JBR Management », en coopération avec Bastian Ostian (manager), proposant du coaching, de l'entrainement physique et de l'entrainement aux médias à des pilotes professionnels et amateurs,.

## Résultats en karting
- 2010 : 
  - Championnat de France Rotax, 6e (meilleur débutant)
- 2011 : 
  - Classement national du Rotax français, Vainqueur
  - Finale du Challenge national, 2e
  - Course de qualification au championnat de France, Vainqueur
  - Championnat de France de karting FFSA, 4e
  - Trophée Kart Mag Prem's, Vainqueur
- 2012 : 
  - Championnat Rhône-Alpes de karting X30, Champion
  - National Series of Karting X30, 3e
  - Championnat d'Europe de karting X30, 2e
  - Championnat du monde de karting X30, Champion

## Résultats en compétition automobile
- 2013 : 
  - Championnat de France F4, 2e (6 victoires)
- 2014 : 
  - Eurocup Formula Renault 2.0, non classé (deux courses)
  - Formula Renault 2.0 NEC, 23e (dix courses)
  - Porsche Scolarship français (participation)

- 2015 : 

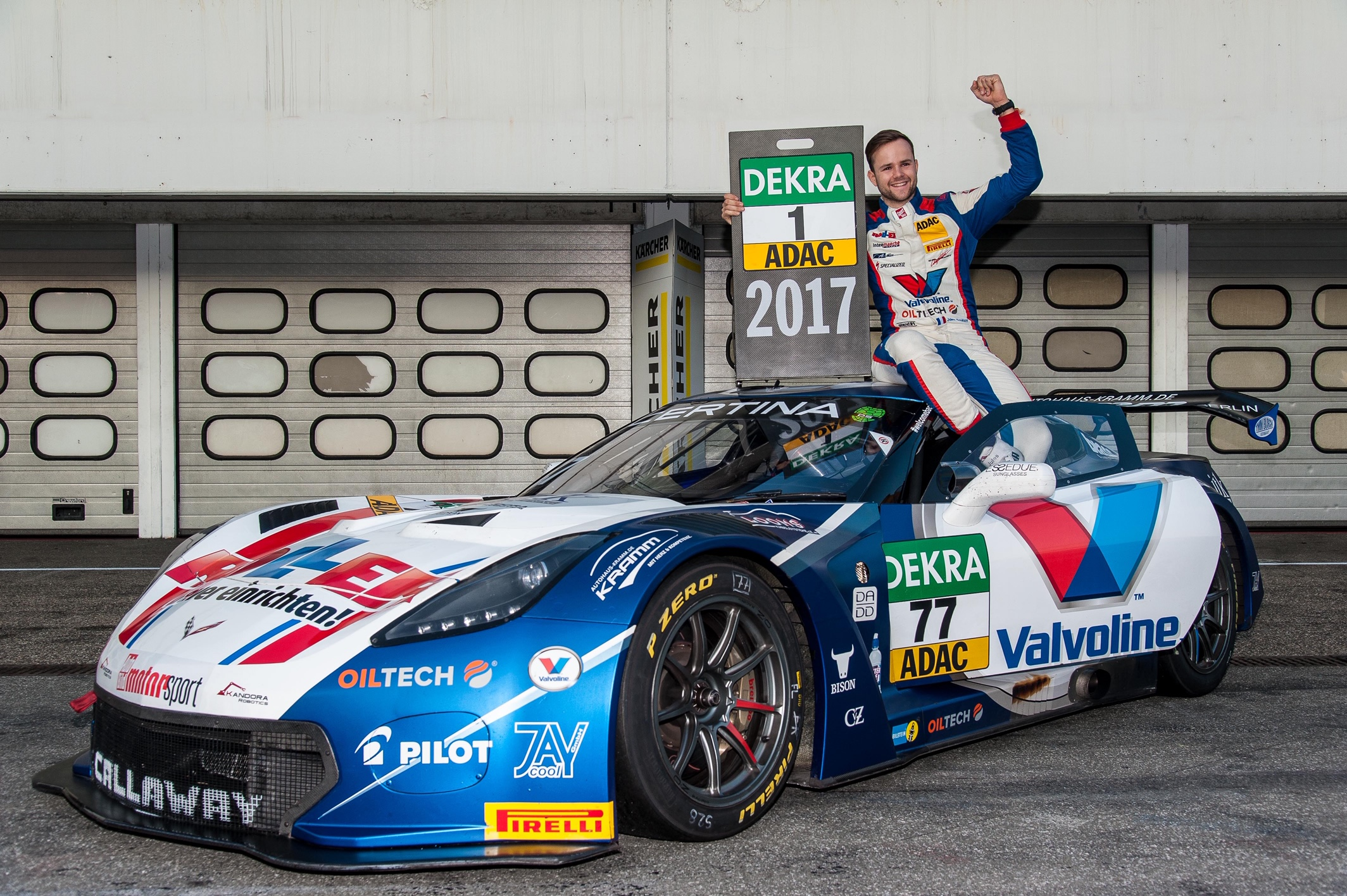
Jules Gounon célébrant son titre en ADAC GT Masters en 2017 sur le Hockenheimring.

  - Porsche Carrera Cup France, 6e (une victoire) (deuxième débutant)
  - 24 Heures de Daytona Classic, 2e du Groupe B et Vainqueur en GT.
- 2016 : 
  - ADAC GT Masters, 3e (trois victoires)

- 2017 : 

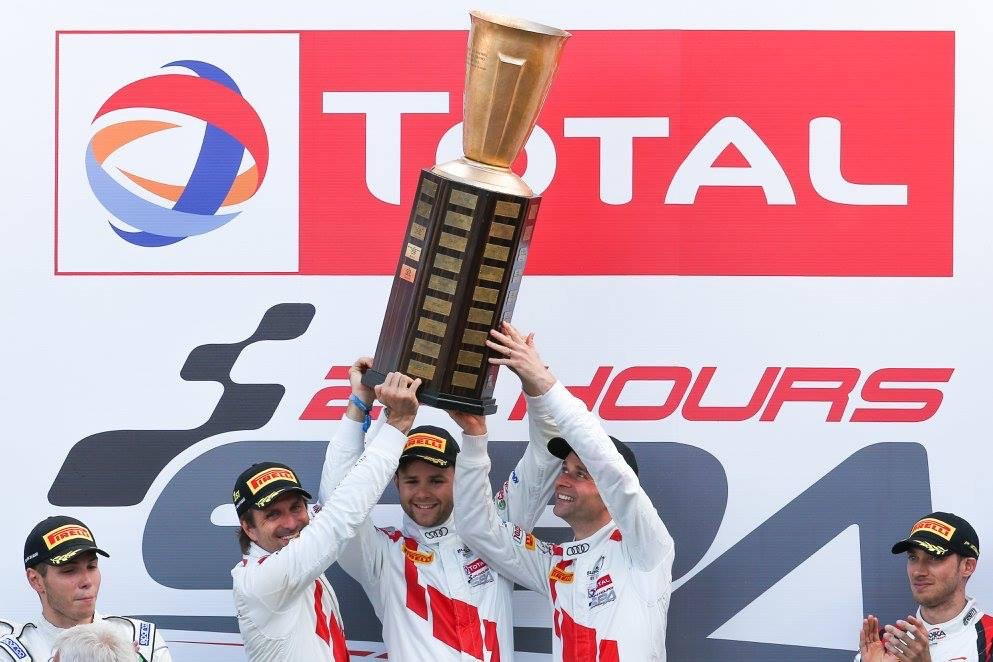
Jules Gounon (au centre) remporte les 24 Heures de Spa en 2017 pour sa première participation sur cette course.

  - ADAC GT Masters, Champion (trois victoires)
  - 24 Heures de Spa, Vainqueur avec Markus Winkelhock et Christopher Haase avec Audi Sport Saintéloc Racing
  - 24 Heures de Daytona, 2e de la catégorie GTD
  - Blancpain GT Series Endurance Cup, 9e de la catégorie Pro-Am Cup (deux podiums, quatre courses sur cinq) et 11e de la catégorie Pro Cup (une victoire, une course sur cinq)
- 2018 : 
  - Blancpain GT Series Endurance Cup, 14e (un podium) avec Bentley M-Sport
  - 1 000 kilomètres du Castellet, 2e
  - Intercontinental GT Challenge, 23e
  - 12 Heures de Bathurst, 16e et 6e de la catégorie GT3
- 2019 : 
  - Blancpain GT Series Endurance Cup, 4e (une victoire) avec Bentley M-Sport
  - Intercontinental GT Challenge, 20e
  - 1 000 kilomètres du Castellet, Vainqueur
  - 24 Heures du Mans, 40e et 11e de la catégorie LMGTE Pro
  - 3 Heures de Barcelone, 3e
- 2020 : 
  - GT World Challenge Europe Endurance Cup, 23e
  - GT World Challenge Europe Sprint Cup, 13e
  - Intercontinental GT Challenge, 7e
  - 12 Heures de Bathurst, Vainqueur
  - 24 Heures du Mans, 4e de la catégorie LMGTE Pro
- 2021 : 
  - GT World Challenge Europe Endurance Cup, 2e (une victoire)
  - GT World Challenge Europe Sprint Cup, 7e
  - 3 Heures de Barcelone, Vainqueur
  - Intercontinental GT Challenge, 10e (une victoire)
  - 9 Heures de Kyalami, Vainqueur
  - ADAC GT Masters, 6e (deux victoires)
- 2022 : 
  - GT World Challenge Europe Endurance Cup, Champion avec Raffaele Marciello et Daniel Juncadella avec Mercedes-Benz AKKA ASP (une victoire)
  - 12 Heures de Bathurst, Vainqueur
  - 24 Heures de Spa, Vainqueur avec Raffaele Marciello et Daniel Juncadella avec Mercedes-Benz AKKA ASP
  - GT World Challenge Europe Sprint Cup, 7e
  - Intercontinental GT Challenge, 2e (deux victoires)
  - 8 Heures d'Indianapolis, 3e
  - 24 Heures du Nürburgring, 3e
  - ADAC GT Masters, 3e (quatre victoires)
  - British GT Championship, 5e (une victoire)
- 2023 : 
  - GT World Challenge Europe Endurance Cup, Champion avec Raffaele Marciello et Timur Boguslavskiy avec Mercedes-Benz AKKodis ASP (deux victoires)
  - Intercontinental GT Challenge, Champion
  - IMSA, 2e en catégorie GTD Pro avec Daniel Juncadella (quatre victoires)
  - IMSA Michelin Endurance Cup, Champion en catégorie GTD-Pro avec Daniel Juncadella (deux victoires)
  - 24 Heures de Daytona, Vainqueur en catégorie GTD-Pro avec Daniel Juncadella, Maro Engel et Cooper MacNeil
  - 12 Heures de Bathurst, Vainqueur
  - 9 Heures de Kyalami, Vainqueur en catégorie Pro-Am
  - Petit Le Mans, Vainqueur en catégorie GTD-Pro avec Daniel Juncadella, Maro Engel
  - 24 Heures de Spa, 2e
  - 12 Heures de Sebring, 3e en catégorie GTD-Pro
  - 8 Heures d'Indianapolis, 2e
  - 1 000 kilomètres du Castellet, Vainqueur
  - 3 Heures du Nürburgring, Vainqueur
  - 12 Heures d'Abou Dabi, 3e
  - British GT Championship, 6e (une victoire)

### Résultats aux 24 Heures du Mans
| Saison | Écurie            | Voiture             | Coéquipiers                    | Classe    | Tours | Pos. | Class. Pos. |
| ------ | ----------------- | ------------------- | ------------------------------ | --------- | ----- | ---- | ----------- |
| 2019   | Risi Competizione | Ferrari 488 GTE Evo | Pipo Derani Oliver Jarvis      | LMGTE Pro | 329   | 40e  | 11e         |
| 2020   | Risi Competizione | Ferrari 488 GTE Evo | Sébastien Bourdais Olivier Pla | LMGTE Pro | 339   | 23e  | 4e          |